# North Point III
Le North Point III est un gratte-ciel de 125 mètres situé à Bogota, la capitale de la Colombie.
Il a été inauguré en 2009 et compte 33 étages.